# اسکادران ۱۰۱ اسرائیل

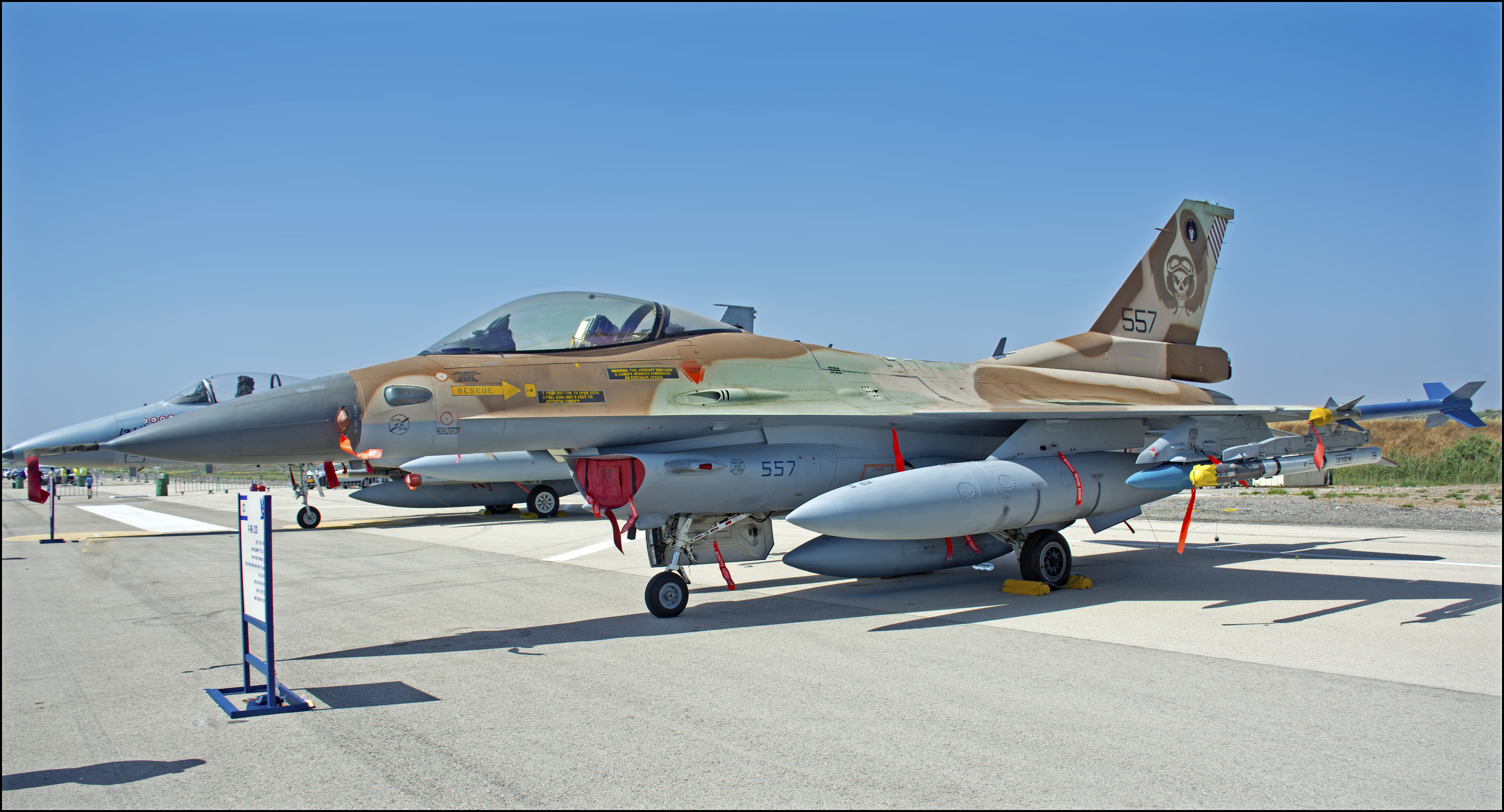
هواپیمای اف-۱۶سی باراک مدل ۲۰۲۰ در اسکادران ۱۰۱ در نمایش روز استقلال.

اسکادران ۱۰۱ اسرائیل (انگلیسی: 101 Squadron) گردان هوایی نیروی هوایی اسرائیل است، که با نام اولین اسکادران جنگنده نیز شناخته می‌شود و جنگنده‌های اف-۱۶ را در پایگاه هوایی رمات دیوید اداره می‌کند.
اسکادران ۱۰۱ اولین اسکادران هواپیماهای جنگنده در اسرائیل است که در ۲۰ مه ۱۹۴۸ شش روز پس از اعلام استقلال اسرائیل، تشکیل شد.

## تاریخچه
این اسکادران در سال ۱۹۴۸ توسط لو لنارت و مودی آلون تأسیس شد و لنارت اولین فرمانده موقت آن بود، اما آلون اولین کسی بود که رسماً به عنوان فرمانده آن منصوب شد. اولین پایگاه این اسکادران، فرودگاه هرتزلیا بود.
در ۲۹ مه ۱۹۴۸ آلون به عنوان فرمانده اسکادران منصوب شد و عصر همان روز، نخستین حمله هوایی را به ستون نیروهای مصری در نزدیکی پل آد هالوم انجام داد. این حمله شامل چهار هواپیمای اول اسکادران جنگنده، "آویا اس-۱۹۹" ("مسرشمیت") بود و تا آن زمان وجود هواپیماهای جنگنده اسرائیلی یک راز بود. این اولین عملیات و در واقع اولین پرواز عملیاتی هواپیماهای جنگنده در اسرائیل بود. یکی از خلبانان، ادی کوهن، در این حمله کشته شد.
در ۳ ژوئن، آلون از فرودگاه هرتزلیا برخاست و با هواپیمای مسرشمیت خود دو داکوتای مصری را که در حال بمباران تل آویو بودند، سرنگون کرد. همه اینها پس از دو هفته بمباران تقریباً روزانه رخ داد. پس از این پیروزی هوایی، شهر تل آویو غرق در شادی شد. در ۸ ژوئیه، آلون برای حمله به یک ستون زرهی مصری در بیر اسلوج در صحرای نگب به پرواز درآمد. در راه بازگشت، دسته‌ای که او در آن پرواز می‌کرد، دو هواپیمای اسپیت‌فایر مصری را مشاهده کرد و آلون یکی از آنها را سرنگون کرد.
در ۱۶ اکتبر ۱۹۴۸، آلون به همراه عزر وایزمن از یک حمله هوایی به نیروهای مصری که شروع به عقب‌نشینی از ایزدود کرده بود، بازمی‌گشتند، که هواپیمای آلون در نزدیکی فرودگاه هرتزلیا سقوط کرد و آلون کشته شد. سپس سید کوهن فرماندهی این اسکادران را به جای او بر عهده گرفت. از آنجایی که بیشتر خلبانان اسکادران ۱۰۱ داوطلبانی از خارج از کشور بودند، پس از جنگ اکثر آنها به کشورهای خود بازگشتند و اسکادران خالی از نیرو شد. برای جبران این کمبود، خلبانان جدیدی از جمهوری چک به اسرائیل آورده شدند. در نوامبر ۱۹۴۸، این اسکادران، تحت فرماندهی سید کوهن، از هرتزلیا به پایگاه هاتزور نقل مکان کرد.
در ۲۰ نوامبر ۱۹۴۸، یک فروند ماستانگ پی-۵۱ از این اسکادران، یک هواپیمای نیروی هوایی سلطنتی را رهگیری کرد، زمانی که یک هواپیمای ناشناس موسکیتو از جهت مرز اسرائیل و لبنان در منطقه هانیتا وارد خاک اسرائیل شد. این هواپیما بر فراز بیشتر کشور پرواز کرد و پس از آنکه مشخص شد ارتفاع پرواز آن خارج از برد موشک‌های ضدهوایی است، یک هواپیما از اسکادران ۱۰۱ برای رهگیری هواپیما در منطقه کاستینا اعزام شد.
از آنجایی که واردکننده هواپیمای اسکادران، ال شویمر، در یک عملیات حمل و نقل بی‌سابقه، ۱۲ موستانگ جدید برای اسکادران تهیه کرد، این یگان به دو اسکادران تقسیم شد: اسکادران ۱۰۱ که به اسکادران موستانگ تبدیل شد و اسکادران ۱۰۵ ("عقرب") از اسپیت‌فایرهای قدیمی در کنار آن تأسیس شد.
در پایان جنگ فرسایش‌زا، خلبانان این اسکادران از جمله نیروهایی بودند که در عملیات ریمون ۲۰ شرکت کردند، عملیاتی که در آن هواپیماهای نیروی هوایی اسرائیل پنج فروند میگ-۲۱ با خلبانان اهل شوروی را در آسمان مصر سرنگون کردند. ۸ فروند از هواپیماهای اسکادران ۱۰۱ در نبرد هوایی ۱۳ سپتامبر ۱۹۷۳ شرکت کردند که طی آن ۱۲ میگ سوری و یک هواپیمای اسرائیلی سرنگون شدند.
در طول جنگ یوم کیپور، این اسکادران هواپیماهای میراژ ۳ ("شاک") را اداره می‌کرد. فرماندهی این اسکادران بر عهده سرهنگ دوم آوی لانیر بود تا اینکه در ۱۳ اکتبر ۱۹۷۳ پس از آنکه مجبور شد هواپیمای خود را که در حین گشت‌زنی در بلندی‌های جولان توسط یک موشک زمین به هوا مورد اصابت قرار گرفته بود، رها کند، توسط سوریه دستگیر شد. سوری‌ها لانیر دستگیر شده را تا سرحد مرگ شکنجه کردند و جسد او در ۶ ژوئن ۱۹۷۴ به اسرائیل بازگردانده شد. در آوریل ۱۹۷۶، به او مدال شجاعت اعطا شد. لانیر در فرماندهی اسکادران جای خود را به معاونش، اسرائیل باهاراو داد و در پایان جنگ، هرتزل بودینگر به فرماندهی اسکادران ۱۰۱ منصوب شد و این اسکادران اولین هواپیمای کفیر تولید شده در اسرائیل را دریافت کرد.
در سال ۲۰۰۶، باشگاه اسکادران اول توسط یک خلبان باسابقه در اسکادران ۱۰۱ (هواپیماهای باراک ۱ و باراک ۲)، سرهنگ دوم دنی براخا (ملقب به "کوسه") تأسیس شد. این اسکادران در سال‌های ۲۰۱۳ و ۲۰۱۹ جایزه رئیس ستاد برای واحدهای برجسته را دریافت کرد. در ۲۱ ژوئن ۲۰۲۱، این اسکادران پس از ۷۲ سال خدمت در پایگاه هوایی هاتزور به پایگاه هوایی رامات دیوید بازگشت.